# Orientierungslauf-Europameisterschaften 1962
Die 1. Orientierungslauf-Europameisterschaften fanden am 22. September und am 23. September 1962 in der Gegend um Løten in Norwegen statt.
Es nahmen 46 Männer und 23 Frauen an den Einzelwettkämpfen teil. Bei den Staffelläufen, die 1962 noch nicht Teil des offiziellen Europameisterschaftsprogramms waren, nahmen acht Männer- und fünf Frauenteams teil.

## Herren

### Einzel
| Platz | Land | Athlet          | Zeit      |
| ----- | ---- | --------------- | --------- |
| 1     | NOR  | Magne Lystad    | 1:48:32 h |
| 2     | SWE  | Bertil Norman   | 1:54:11 h |
| 3     | SWE  | Sivar Nordström | 1:57:56 h |
| 4     | SWE  | Halvard Nilsson | 1:58:27 h |
| 5     | FIN  | Erkki Kohvakka  | 1:59:08 h |
| 6     | NOR  | Knut Berglia    | 2:00:18 h |
| 7     | FIN  | Rolf Koskinen   | 2:01:40 h |
| 8     | NOR  | Ola Skarholt    | 2:02:45 h |
|       | SWE  | Per-Olof Skogum | 2:02:45 h |

Einzel:

Länge: 16,5 km

Posten: 13

### Staffel
| Platz | Land | Athleten                                                      | Zeit      |
| ----- | ---- | ------------------------------------------------------------- | --------- |
| 1     | FIN  | Aimo Tepsell Esko Vainio Rolf Koskinen Erkki Kohvakka         | 3:34:08 h |
| 2     | SWE  | Bertil Norman Per-Olof Skogum Sven Gustafsson Halvard Nilsson | 3:43:20 h |
| 3     | NOR  | Per Kristiansen Ola Skarholt Knut Berglia Magne Lystad        | 3:43:59 h |
| 4     | SUI  | Andrin Urech Fritz Maurer Jakob Waser Ernst Saxer             | 4:20:09 h |
| 5     | DEN  | Ole Hansen Jørn Esbensen Hans Hartmund Erik Brühl             | 4:36:51 h |
| 6     | HUN  |                                                               | 6:03:11 h |
| 7     | BUL  |                                                               | 6:29:20 h |

Staffel:
Der Staffelwettbewerb war bei den ersten Europameisterschaften noch kein offizieller Wettkampf. Die bundesdeutsche Staffel wurde disqualifiziert.

## Damen

### Einzel
| Platz | Land | Athletin        | Zeit      |
| ----- | ---- | --------------- | --------- |
| 1     | SWE  | Ulla Lindkvist  | 1:03:30 h |
| 2     | NOR  | Marit Økern     | 1:03.46 h |
| 3     | SWE  | Emy Gauffin     | 1:06:18 h |
| 4     | FIN  | Tuula Hovi      | 1:11:03 h |
| 5     | FIN  | Raila Hovi      | 1:12:14 h |
| 6     | SUI  | Käthi von Salis | 1:13:42 h |
| 7     | NOR  | Lillis Kielland | 1:13:51 h |
| 8     | DEN  | Karin Agesen    | 1:14:00 h |

Einzel:

Länge: 7,5 km

Posten: 7

### Staffel
| Platz | Land | Athletinnen                                     | Zeit      |
| ----- | ---- | ----------------------------------------------- | --------- |
| 1     | SWE  | Siri Lundkvist Emy Gauffin Ulla Lindkvist       | 2:56:03 h |
| 2     | NOR  | Lillis Kielland Babben Enger Marit Økern        | 3:12:57 h |
| 3     | SUI  | Margrit Thommen Sonja Ballestad Käthi von Salis | 3:24:27 h |
| 4     | DEN  | Karin Ågesen Karin Østerby Marianne Selbo       | 3:43:37   |

Staffel:
Der Staffelwettbewerb war bei den ersten Europameisterschaften noch kein offizieller Wettkampf. Die Staffel Finnlands wurde disqualifiziert.

## Medaillenspiegel
Der Medaillenspiegel ohne den inoffiziellen Staffelwettbewerben:
| Platz | Land     | Gold | Silber | Bronze | Gesamt |
| ----- | -------- | ---- | ------ | ------ | ------ |
| 1     | Schweden | 1    | 1      | 2      | 4      |
| 2     | Norwegen | 1    | 1      | -      | 2      |

Der Medaillenspiegel mit den inoffiziellen Staffelwettbewerben:
| Platz | Land     | Gold | Silber | Bronze | Gesamt |
| ----- | -------- | ---- | ------ | ------ | ------ |
| 1     | Schweden | 2    | 2      | 2      | 6      |
| 2     | Norwegen | 1    | 2      | 1      | 4      |
| 3     | Finnland | 1    | -      | -      | 1      |
| 4     | Schweiz  | -    | -      | 1      | 1      |